# 1995 BV
1995 BV är en asteroid i huvudbältet som upptäcktes den 25 januari 1995 av den japanska astronomen Takao Kobayashi vid Ōizumi-observatoriet.
Den tillhör asteroidgruppen Themis.